# Ronnie LeBlanc
Pour les articles homonymes, voir LeBlanc.
 (février 2025).
Ronnie LeBlanc, né le 25 novembre 1968 à Yarmouth en Nouvelle-Écosse, est un pêcheur et homme politique canadien, membre de la communauté acadienne.
Conseiller municipal de la municipalité du district de Clare de 2000 à 2008, il en est le sous-préfet de 2008 à 2012, et le préfet de 2012 à 2021.
Il est député libéral de la circonscription de Clare (en) à l'Assemblée législative de la Nouvelle-Écosse de 2021 à 2024.

## Biographie
Pêcheur de carrière, Ronnie LeBlanc a été conseiller municipal à Clare de 2000 à 2021, et en a été préfet (maire) de 2012 à 2021.
Après la décision de la commission électorale de recréer la circonscription de Clare, fusionnée dans Clare-Digby (en) en 2012, afin d'assurer une représentation acadienne, Ronnie Lebland annonce sa candidature pour les libéraux. Il est élu à l'Assemblée législative de la Nouvelle-Écosse lors des élections générales de 2021. Il est membre du Comité des Ressources naturelles et du Développement économique, président du Comité des parlementaires francophones, et porte-parole du Parti libéral en matière de pêches et d'aquaculture ainsi que d'affaires acadiennes et de francophonie.
À l'Assemblée législative de la Nouvelle-Écosse, avec le ministre conservateur Colton LeBlanc, il se fait remarquer en s'exprimant régulièrement en français, ce qui fait prendre conscience qu'il n'y a pas de service d'interprétation à l'Assemblée. En avril 2022, il dépose un projet de loi sur l’éducation acadienne et francophone, écrit en collaboration avec le Conseil scolaire acadien provincial (CSAP). Le projet n'est pas adopté, mais un an plus tard, le gouvernement propose un projet de loi pour encadrer l’éducation en français.